# Гавка (Словаччина)
Гавка (словац. Havka) — село в Словаччині, Кежмарському окрузі Пряшівського краю. Розташоване на півночі східної Словаччини в Спиській Маґурі в долині потока Йорданець.
Вперше згадується у 1337 році.
В селі є римо-католицький костел з 19 ст..

## Населення
| Рік:            | 1994. | 2004.    | 2014.   | 2024.    |
| --------------- | ----- | -------- | ------- | -------- |
| Кількість осіб: | 56    | 40       | 45      | 39       |
| Різниця:        |       | -28,57 % | +12,5 % | -13,33 % |

| Рік:            | 2023. | 2024.  |
| --------------- | ----- | ------ |
| Кількість осіб: | 40    | 39     |
| Різниця:        |       | -2,5 % |

В селі проживає 41 особа.
Національний склад населення (за даними останнього перепису населення — 2001 року):
- словаки — 100,0 %

Склад населення за приналежністю до релігії станом на 2001 рік:
- римо-католики — 100,0 %,